# Писменост у области менталног здравља
Писменост о менталном здрављу дефинисана је као „знање и уверења о менталним поремећајима која помажу у њиховом препознавању, управљању и превенцији. Писменост о менталном здрављу обухвата способност препознавања одређених поремећаја; знање како потражити информације о менталном здрављу; познавање фактора ризика и узрока, начина самопомоћи и доступне стручне помоћи; као и ставове који подстичу препознавање проблема и одговарајуће тражење помоћи.“
Појам писмености о менталном здрављу произишао је из појма здравствене писмености, чији је циљ повећање знања пацијената о физичком здрављу, болестима и начинима лечења.

## Концепт
Писменост о менталном здрављу има три главне компоненте: препознавање, знање и ставове. Концептуални оквир писмености о менталном здрављу илуструје повезаност између ових компоненти, а свака од њих се посматра као подручје које се може циљано мерити или унапређивати кроз интервенције. Док су се неки истраживачи фокусирали само на једну компоненту, други су проучавали више њих и/или њихову међусобну повезаност. На пример, један истраживач може се искључиво бавити побољшањем препознавања поремећаја кроз едукативни програм, док се други може усмерити на интегрисање све три компоненте у један програм.

### Препознавање
Препознавање се може поделити на препознавање симптома и препознавање конкретне болести. Препознавање симптома подразумева способност уочавања уверења, понашања и других физичких манифестација менталне болести, без нужног познавања тачног поремећаја на који се односе.
Препознавање конкретне болести односи се на способност идентификације начина на који се неки поремећај испољава – на пример, препознавање симптома велике депресије (мајор депресивног поремећаја).
Препознавање разлике између знања и ставова представља кључни део оквира писмености о менталном здрављу. Док су се неки напори фокусирали на унапређивање знања, други истраживачи тврде да је промена ставова, кроз смањење стигме, продуктивнији начин за постизање значајних промена у коришћењу услуга менталног здравља. У целини посматрано, оба приступа имају користи у побољшању исхода лечења и подршке.

### Јавно препознавање
Јавно знање о физичким болестима и здрављу често је препознато и широко прихваћено, док је знање о писмености у области менталног здравља у знатној мери занемарено.  Многи људи нису у стању да препознају менталне поремећаје или различите облике психолошке узнемирености. Ако се писменост о менталном здрављу не унапреди, може доћи до даљег занемаривања менталног здравља, као и осећаја лишености самопомоћи и подршке заједнице.

### Сазнања
Знање представља највећу компоненту писмености о менталном здрављу, а важне теме у овој области укључују:
- Како доћи до информација – мреже и системи које појединци користе да би сазнали више о менталним поремећајима. То могу бити пријатељи, породица, едукатори, али и шири извори као што су забава или друштвене мреже.
- Фактори ризика – који фактори највише повећавају ризик од настанка одређених менталних поремећаја. Међу факторима ризика налазе се незапосленост, низак приход, недостатак образовања, дискриминација и насиље.[6]
- Узроци менталних поремећаја – разумевање шта доводи до развоја менталних проблема и обољења.
- Самолепење или самопомоћ – шта особа може да уради сама како би се опоравила без консултација са стручњацима, укључујући коришћење приручника за самопомоћ и медијских садржаја. Ипак, многи облици самопомоћи могу бити неефикасни, па чак и штетни, услед недостатка знања.[7]
- Стручна помоћ – где и како потражити стручну помоћ, односно које врсте професионалне подршке су доступне.

### Ставови
Ставови се проучавају кроз две поткатегорије: ставови према менталним поремећајима или особама са менталним поремећајима, и ставови према тражењу стручне помоћи или лечењу. Ставови могу у великој мери да варирају од особе до особе и често их је тешко измерити или циљано мењати кроз интервенције. Ипак, постоји обимна научна литература о обе поткатегорије, мада не увек изричито повезана са писменошћу о менталном здрављу.
Недавна истраживања указују на то да су ставови стручњака за ментално здравље често негативнији од ставова шире јавности када је реч о прогнози, дугорочним исходима и вероватноћи дискриминације. Такође, ставови професионалаца према интервенцијама се разликују, али се те разлике обично повезују са њиховом стручном оријентацијом.

## Јавно мишљење
Истраживања јавног мњења спроведена у више земаља имала су за циљ испитивање писмености о менталном здрављу. Ова истраживања показују да је препознавање менталних поремећаја недовољно и да постоје негативна уверења у вези са неким стандардним психијатријским третманима, нарочито лековима. С друге стране, психолошке, алтернативне и методе самопомоћи се доживљавају знатно позитивније. Јавност углавном преферира самопомоћ и интервенције везане за стил живота уместо медицинских и психофармаколошких третмана.
Последице јавних ставова према менталним поремећајима укључују негативне стереотипе, предрасуде и стигму. Ови ставови могу утицати на понашање у вези са тражењем помоћи, па чак довести и до избегавања лечења. У Канади, једно национално истраживање је показало да млади мушкарци чешће покушавају да сами реше своје проблеме и ређе траже формалну стручну помоћ. Утицај медија има велику улогу у ширењу негативних ставова према менталним болестима, као што је представљање особа са менталним поремећајима као опасних. Недавна студија показује да већина испитаника наводи медије као примарни извор уверења да је ментална болест повезана са насиљем, што је нарочито изражено када је реч о озбиљним менталним поремећајима. Страх и перцепција опасности повезани са менталним болестима порасли су током последњих деценија, углавном због повезивања озбиљних поремећаја као што је шизофренија са потенцијалном насилношћу и штетношћу по друге. Оваква уверења и ставови могу представљати препреку за тражење стручне помоћи и пружање подршке другима.
Поред тога, негативна стигма према менталном здрављу може отежати некима да потраже помоћ. Када неговатељ (нпр. родитељ) избегава тражење лечења из страха од стигме повезане са менталном болешћу, то се назива повезана стигма (енгл. affiliate stigma). Ова појава се погоршава у случајевима када деца испољавају знаке менталне болести, а родитељи имају негативна уверења о менталним поремећајима. Истраживања су показала да особе са негативним ставовима према менталним дијагнозама могу одбити лечење за себе или своју децу како би избегле етикету менталне болести. Једна студија из 2015. године показала је да повезана стигма смањује спремност родитеља да потраже помоћ за своју децу, што може довести до смањења њиховог општег благостања. Такође је утврђено да је самоубиство трећи водећи узрок смрти код младих узраста од 15 до 19 година. Иста студија је открила да неки родитељи страхују да ће их лекари опште праксе осуђивати као „лоше родитеље“ уколико њихово дете добије дијагнозу попут АДХД-а.
Пример из једне студије, објављене као додатак извештају Генералног хирурга САД-а о менталном здрављу из 2001. године, илуструје недостатак писмености о менталном здрављу и/или страх од стигме:
„Ан је био 30-годишњи билингвални мушкарац вијетнамског порекла, који је примљен на принудно психијатријско посматрање због психотичне дезорганизације. Након што су га комшије пронашле како виче и мирише на урин и измет, позвале су полицију која га је одвела у хитну психијатријску службу… Његови родитељи су имали слабо разумевање шизофреније и били су веома неповерљиви према пружаоцима услуга менталног здравља. Веровали су да је његова психоза последица менталне слабости и лоше толеранције на недавни топлотни талас… Оваква погрешна уверења и културне разлике довеле су до избегавања коришћења услуга менталног здравља.“
Повезана стигма и недовољна писменост о менталном здрављу могу нанети озбиљну штету особама које пате од менталних поремећаја.

### Војска
Поред шизофреније, посттрауматски стресни поремећај (ПТСП) такође спада у високо стигматизоване менталне поремећаје који су често погрешно схваћени, посебно унутар војне заједнице. Истраживања су показала да постоје бројне препреке које спречавају многе ветеране да потраже лечење за ПТСП и друге менталне поремећаје. Те препреке укључују страх да ће их други сматрати „лудима“, уверење да лечење није ефикасно или да се не исплати, као и уверење да се особе са менталним проблемима не могу сматрати поузданим. Оваква уверења о менталном здрављу и лечењу су израженија у војној заједници, због културе која наглашава емоционалну снагу, самоконтролу и стоичност.
Иако су те вредности корисне у борбеним ситуацијама, оне могу представљати препреку за тражење помоћи и упорност у лечењу.

## Процена
Истраживачи су различитим методама мерили аспекте писмености о менталном здрављу. Најчешће коришћене методологије укључују истраживања помоћу винјета (кратких прича) и тестове постигнућа.
Винјет студије процењују писменост тако што учесницима представе кратак, детаљан опис особе (или више особа) која има проблем са менталним здрављем. Учесници затим одговарају на питања како би идентификовали који поремећај је у питању, а понекад и како та особа може себи помоћи.
Тестови постигнућа мере писменост о менталном здрављу као континуум — виши резултати указују на већи ниво укупног знања или разумевања неког концепта. Ови тестови могу бити у форми питања са вишеструким избором, тачно/нетачно или других квантитативних скала.

### Скале
Различите **скале** су развијене како би мериле појединачне компоненте писмености о менталном здрављу, иако нису све прошле валидицију. Писменост је мерена у различитим популацијама, које варирају по узрасту, култури и професији. Већина студија је фокусирана на одрасле и младе одрасле особе, али се унапређење писмености код деце такође све више препознаје као важан део превентивних програма.
- Избегавање етикетирања од стране родитеља може се мерити помоћу Скале самостигматизације при тражењу помоћи (Self-Stigma of Seeking Help Scale – SSOSH).[27]
- Оснаженост породице мери се помоћу Скале породичног оснаживања (Family Empowerment Scale – FES).[28]

## Ограничења
Ниска писменост у популацији представља значајан изазов, јер је на основном нивоу писменост о менталном здрављу повезана са општом писменошћу. Без те основе, корисни ефекти писмености о менталном здрављу тешко су доступни онима који се суочавају са тешкоћама у читању и писању.  Неопходно је спровести мере за повећање нивоа писмености како би се оснажиле и подстакле компоненте самопомоћи у оквиру писмености о менталном здрављу.
Популације могу бити веома разнолике, што значи да морају бити узети у обзир препреке као што су културни и друштвени контексти. Унутар и између различитих култура, друштвени, економски и политички фактори дубоко утичу на ментално здравље.  Постоје бројни еколошки и социоекономски фактори који утичу и на ментално здравље и на менталне поремећаје, као што је то случај и са физичким здрављем и болестима.  Друштвени детерминанти физичког здравља, попут сиромаштва, образовања и друштвене подршке, такође имају утицаја. Да би се писменост о менталном здрављу у потпуности разумела из различитих перспектива, потребна су додатна истраживања у овим областима.
Препознавање ређих менталних поремећаја представља још једну препреку која може утицати на ниво писмености о менталном здрављу у широј јавности. Недавна истраживања показују да се већина студија фокусира на идентификовање депресије, генерализованог анксиозног поремећаја и шизофреније. У једном недавно спроведеном канадском истраживању, већина испитаника показала је добро разумевање већине менталних поремећаја, али слабо разумевање паничног поремећаја. Повећана свест о недовољно заступљеним или ређим менталним поремећајима је неопходна како би се проширило знање јавности. 
Још једно важно ограничење је недостатак истраживања о писмености о менталном здрављу код деце, пошто се већина студија фокусира на одрасле и адолесценте. Ако старатељи нису едуковани како да препознају и пруже подршку при менталним поремећајима, то може изазвати конфузију и довести до одлагања лечења или погрешне дијагнозе код деце. Иницијатива за писменост о менталном здрављу код деце (CMHL) могла би бити усмерена на целокупну одраслу популацију, као и на родитеље, наставнике, здравствене раднике и/или саму децу.

## Приступи унапређењу
Постоји више приступа који су коришћени или предложени за унапређење писмености о менталном здрављу, од којих многи имају доказе о својој ефикасности. Ти приступи укључују:
- Кампање на нивоу целе заједнице. Примери су beyondblue[31] и Compass Strategy[32] у Аустралији, Defeat Depression Campaign[33] у Уједињеном Краљевству, и Нирнбершки савез против депресије (Nuremberg Alliance Against Depression)[34] у Немачкој.

- Интервенције у школама. Укључују програме као што су MindMatters[35]  и Mental Illness Education[36] in Australia, and the Mental Health & High School Curriculum Guide in Canada[37] у Аустралији, и Mental Health & High School Curriculum Guide у Канади[тражи се извор].

- Програми индивидуалне обуке. То обухвата обуку за пружање прве психолошке помоћи (mental health first aid)[38]  и обуку у вештинама превенције самоубиства.[39] Иницијативе које подстичу оснаживање и могућност избора, као што су веб-базиране самоуправљане терапије, такође су корисне.[8]

- Сајтови и књиге намењене широј јавности. Постоје докази да и веб-странице и књиге могу побољшати писменост о менталном здрављу.[40][41]  Међутим, квалитет информација на интернету понекад може бити низак.[42]

- Однос између стручњака за ментално здравље и клијената. Кроз партнерски однос, стручњаци могу да подстакну оснаживање, информисан избор и разумљиво знање на свим нивоима, на пример, превођењем истраживачких налаза на једноставнији језик.[8]